# Dasygaster epundoides
Dasygaster epundoides är en fjärilsart som beskrevs av Achille Guenée 1852. Dasygaster epundoides ingår i släktet Dasygaster och familjen nattflyn. Inga underarter finns listade i Catalogue of Life.